# 洛亥镇
洛亥镇，是中华人民共和国四川省宜宾市珙县下辖的一个乡镇级行政单位。

## 行政区划
洛亥镇下辖以下地区：
人和社区、俄塘社区村、火石村、白沙村、泰和村、孟获村、油岭村、三槽村、花园村、孔花村、风硐村、上榜村、干坝村、群益村、高峰村和腊坪村。